# Wojna podwodna na Pacyfiku
Wojna podwodna na Pacyfiku 1941–1945 – ciąg działań wojennych w latach 1941–1945 na obszarze Oceanu Spokojnego i Oceanu Indyjskiego w ramach wojny na Pacyfiku, prowadzonych przez okręty podwodne flot Stanów Zjednoczonych i Cesarstwa Japonii oraz kilka jednostek podwodnych brytyjskiej Royal Navy i holenderskiej Koninklijke Marine, a także jednostki nawodne Stanów Zjednoczonych i Japonii prowadzące działania przeciwpodwodne.
Floty podwodne Stanów Zjednoczonych i Japonii skupiły się na zasadniczo odmiennych zadaniach. O ile podstawowym zadaniem okrętów podwodnych US Navy było zwalczanie transportowców, zarówno cywilnych, jak i wojskowych, zaopatrujących wyspy japońskie w niezbędne do prowadzenia wojny surowce naturalne, o tyle flota podwodna Japonii skupiła się na dążeniu do zadania strat amerykańskiej flocie okrętów nawodnych i zaopatrywaniu japońskich garnizonów na opanowanych przez ten kraj terytoriach.
Strategia przyjęta przez dowództwo floty amerykańskiej obliczona była na odcięcie Japonii od źródeł jej zaopatrzenia i w konsekwencji na doprowadzenie do załamania gospodarki wojennej cesarstwa, co wobec słabości japońskiego systemu zwalczania okrętów podwodnych okazało się nad wyraz skuteczne.
Japońska flota podwodna natomiast, skupiając się na zwalczaniu silnie bronionych amerykańskich okrętów nawodnych, nie wykorzystała swojego potencjału i możliwości osłabienia sił amerykańskich przez odcięcie ich zaopatrzenia wojennego, na bardzo długich pacyficznych liniach zaopatrzeniowych i w pobliżu Kanału Panamskiego.
Ostatecznie, amerykańskie okręty podwodne, przy relatywnie niewielkich stratach własnych, zatopiły 1178 japońskich statków o łącznej ładowności 5,3 mln BRT, co spowodowało, że japońska gospodarka nie była w stanie zaspokoić potrzeb sił zbrojnych cesarstwa, już od drugiej połowy 1942 roku prowadzących walkę o utrzymanie zdobyczy terytorialnych, a w końcu o przetrwanie.
Japońskie zaś okręty podwodne zatopiły jedynie 184 amerykańskie statki o łącznej ładowności 907 tys. BRT i 20 okrętów.

## Rozpoczęcie działań wojennych
Krótko po tym, jak 7 grudnia 1941 roku japońskie samoloty startujące z lotniskowców zaatakowały Pearl Harbor i wciągnęły Stany Zjednoczone do wojny, szef operacji morskich US Navy adm. Harold Stark wysłał do podległych sobie sił rozkaz o treści: „Execute unrestricted air and submarine warfare against Japan” (pol. „Wszcząć nieograniczone powietrzne i podwodne działania wojenne przeciwko Japonii”).

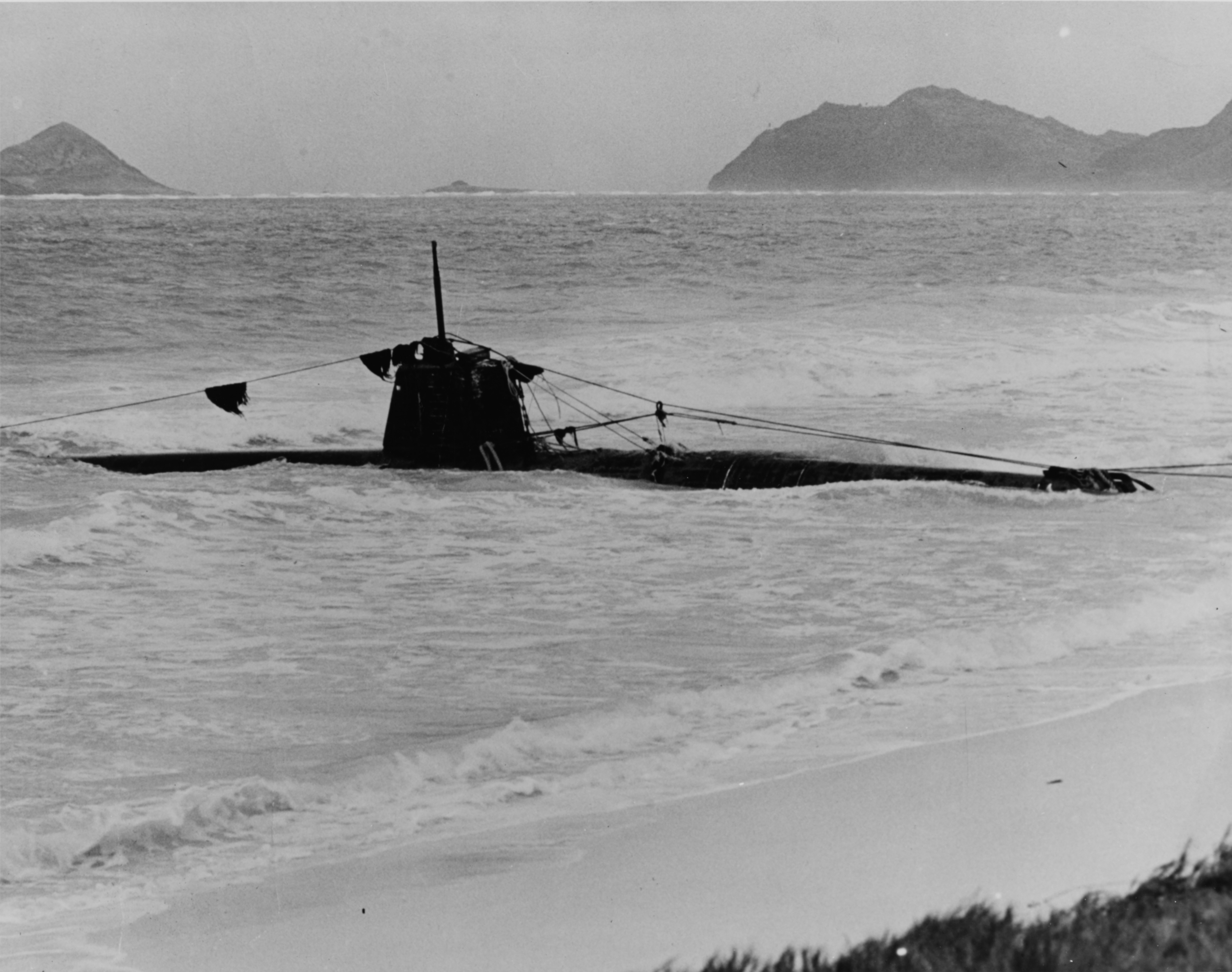
Japoński miniaturowy okręt podwodny HA-19 osadzony na brzegu podczas ataku na Pearl Harbor

Stany Zjednoczone oficjalnie weszły do drugiej wojny światowej ze 111 okrętami podwodnymi w służbie i 73 w budowie. Z jednostek operacyjnych, 7 grudnia 1941 roku, 51 znajdowało się na obszarze Pacyfiku, z czego 29 – w składzie bazującej na Filipinach Floty Azjatyckiej oraz 22 – przydzielone do Floty Pacyfiku z bazą na Hawajach.
W momencie japońskiego ataku w Pearl Harbor znajdowało się pięć okrętów podwodnych, które rozmieszczone były na północny wschód od tzw. rzędu pancerników. Inny okręt zaangażowany był w tym czasie w operacje w pobliżu wysp, a jeszcze kilka innych znajdowało się na zachodnim wybrzeżu kontynentalnych Stanów Zjednoczonych, przechodząc remonty, operacje szkoleniowe lub też znajdując się w trakcie przejścia między Pearl Harbor a Ameryką.
Wydany, po ataku na amerykańską flotę, rozkaz rozpoczęcia nieograniczonej wojny podwodnej oznaczał, że każda jednostka – wojenna bądź transportowa – płynąca pod banderą Japonii powinna zostać zaatakowana. W tym samym dniu rozpoczęły działania również japońskie okręty podwodne, prowadząc wsparcie operacji morsko-powietrznego, japońskiego zespołu uderzeniowego z pomocą małych okrętów podwodnych typu Ko-hyoteki, które z usiłowały wpłynąć do wnętrza bazy, aby spod wody zaatakować amerykańskie okręty. Operacja ta zakończyła się całkowitym niepowodzeniem.
Zgodnie z przedwojennymi planami, amerykańskie okręty podwodne miały przede wszystkim być wykorzystywane do rozpoznawania ciężkich okrętów floty przeciwnika i paraliżowania jej działań atakami torpedowymi. W związku jednak z osadzeniem większości ciężkich okrętów amerykańskiej floty na płytkim dnie Pearl Harbor, rola amerykańskich okrętów podwodnych uległa zmianie. Jednostki amerykańskie miały odtąd zwalczać japońską żeglugę gdziekolwiek natkną się na nią, dążąc do odcięcia wysp japońskich od zaopatrzenia w surowce z podbitych przez Japonię krajów oraz zadania jak największych strat japońskiej flocie wojennej.

### Skandal torpedowy
Przez niemal dwa pierwsze lata wojny amerykańska flota podwodna nękana była problemami technicznymi torped, które często nie eksplodowały po trafieniu w cel. Amerykańskie okręty podwodne uzbrojone były w tym czasie w relatywnie nowe torpedy Mark 14 oraz Mark 10, które przed rozpoczęciem działań wojennych doskonale sprawdzały się na testach i podczas ćwiczeń z wykorzystaniem atrap głowic bojowych. Z prawdziwymi głowicami bojowymi w rzeczywistej walce jednak zawodziły. Dotyczyło to zwłaszcza torped wyposażonych w zapalnik magnetyczny Mark 6 Mod 1. Jeden po drugim, dowódcy okrętów podwodnych meldowali dowództwu, że mimo wystrzelenia nawet kilkunastu torped do jednego celu i często perfekcyjnych trafień, torpedy nie eksplodowały, bądź też często przechodziły zbyt głęboko pod celem.

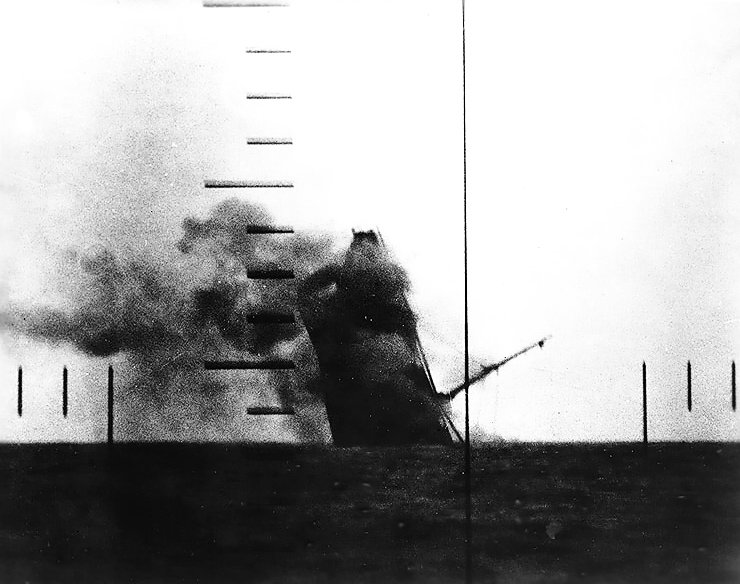
Japoński transportowiec „Nittsu Maru” tonie po storpedowaniu przez USS „Wahoo” 23 marca 1943 roku na Morzu Żółtym. Widok z peryskopu okrętu podwodnego

Dowództwo amerykańskiej floty nie dowierzało tym raportom, ufając raczej opiniom odpowiedzialnego za przygotowanie torped Naval Torpedo Station twierdzącego, że przyczyną braku zatopień są błędy załóg okrętów przy wykonywaniu strzałów. Raportów o wadliwości torped było jednak zbyt wiele. Inżynierowie Naval Torpedo Station musieli w końcu przyjąć do wiadomości, że powodem niedziałania amerykańskich torped są błędy w konstrukcji zapalników, a dowództwo amerykańskiej floty musiało uznać błędność swojej przedwojennej „oszczędnościowej” polityki przeprowadzania prób przy pomocy jedynie atrap głowic bojowych, które nadawały torpedom zupełnie odmienne charakterystyki i nie oddawały realnej sytuacji w walce, ani też nie pozwalały na rzeczywiste przetestowanie zapalników. Wyciągnięto także wnioski z niepotrzebnie utrzymywanej tajemnicy, jaka aż do rozpoczęcia wojny otaczała nowe zapalniki magnetyczne. Do tego czasu, załogi okrętów podwodnych nie tylko nie mogły się z nimi zapoznać, ale wręcz nigdy o nich nie słyszały.
W lipcu 1943 roku USS „Tinosa” napotkał przerobiony na zbiornikowiec 19 262-tonowy japoński statek wielorybniczy „Tonan Maru Nr. 3” – największy japoński statek transportowy i doskonały cel. Dowodzący w tym czasie „Tinosą” Randall „Dan” Daspit – późniejszy wiceadmirał – raportował, że zaatakował japoński statek w sumie 15 torpedami, ale tylko jedna z nich eksplodowała w pobliżu rufy statku, niszcząc jego śrubę. „They were all good, solid hits, and all duds!” (pol. „To były same dobre, solidne trafienia i wszystkie niewypały!”).
Ostatecznie błędy w konstrukcji torped zostały naprawione i japońskie okręty oraz statki zaczęły tonąć (sama „Tinosa” zatopiła później 16 statków transportowych). Pierwsza krew została przelana przez amerykańskie okręty podwodne już jednak 16 grudnia 1941 roku przez USS „Swordfish”, który u wybrzeży Indochin storpedował i zatopił japoński frachtowiec o pojemności 8662 BRT.

### Wprowadzenie radarów
W połowie 1942 roku marynarka USA zaczęła wprowadzać na pokłady swoich okrętów podwodnych radary przeszukiwania powierzchni morza, które były w stanie wykryć jednostki wroga niezależnie od warunków pogodowych, zapewniając automatycznie pełny zestaw danych dla pokładowego komputera kontroli ognia (ang. Torpedo Data Computer – TDC), co zapewniało możliwość przeprowadzenia ataku przeciwko jednostkom nieznajdującym się w zasięgu widoczności. Krótko potem US Navy wprowadziła na okręty podwodne radary przeszukiwania przestrzeni powietrznej wraz z urządzeniami ostrzegającymi o emisji elektromagnetycznej wrogiego radaru, co zwiększyć miało szansę odpowiednio wczesnego wykrycia wrogich samolotów.

### Zatopienie I-73
W międzyczasie, 26 stycznia 1942 roku, USS Gudgeon (SS-211) otrzymał od dowódcy sił podwodnych obszaru Pacyfiku (ang. Commander Submarine Pacific Fleet – ComSubPac) wiadomość o japońskim okręcie podwodnym, który wkrótce miał przeciąć trasę amerykańskiego okrętu, wracając z patrolu do bazy w Japonii. Już następnego ranka operator sonaru „Gundgeona” wykrył japoński okręt poruszający się na powierzchni z prędkością ok. 15 węzłów. Dowódca amerykańskiej jednostki wydał rozkaz odpalenia 3 torped w kierunku okrętu, zatapiając w ten sposób 1785-tonowy I-73. Był to pierwszy w historii okręt wojenny zatopiony przez amerykańskie okręty podwodne.
W miarę upływu wojny, mimo ponoszonych strat, liczba amerykańskich okrętów podwodnych zaczęła wzrastać, co umożliwiło zmianę taktyki i przyjęcie wzorowanej na niemieckiej taktyki „wilczych stad”, w których kilka okrętów podwodnych operowało razem w rejonie prawdopodobnego przejścia japońskich jednostek, koordynując swoje ataki w celu zwiększenia ich efektywności. Ogółem, mimo prawie dwuletnich problemów z funkcjonowaniem torped, amerykańska flota podwodna zatopiła 55% całkowitego tonażu japońskich statków transportowych oraz 29% okrętów wojennych, z wszystkich zatopionych. Było to znakomitym rezultatem, biorąc pod uwagę, że liczba marynarzy pływających na amerykańskich okrętach podwodnych, stanowiła zaledwie 1,6% składu osobowego całej US Navy.

## Działania japońskie
Japonia zaatakowała Stany Zjednoczone głównie w celu odsunięcia amerykańskiej floty od japońskich działań zmierzających do uzyskania dostępu do surowców naturalnych w Chinach i południowo-wschodniej Azji. W wyniku działań amerykańskich okrętów podwodnych utraciła 1178 statków transportowych o łącznym tonażu ponad 5 mln BRT. Straty te w rzeczywistości uniemożliwiły Japonii efektywne prowadzenie wojny. Dodatkowo, te same amerykańskie okręty podwodne zatopiły 214 okrętów Japonii, w tym jeden pancernik, cztery wielkie lotniskowce i cztery lotniskowce eskortowe, 12 krążowników, 42 niszczyciele i dwadzieścia trzy okręty podwodne. Trzy japońskie okręty podwodne zostały zatopione przez USS „Batfish” w czterodniowym okresie, gdy również w ciągu czterech dni inny amerykański okręt podwodny USS „Harder” zatopił 3 niszczyciele. USS „Sealion” zatopił pancernik „Kongo” i niszczyciel w pojedynczym ataku, a USS „Archerfish” posłał na dno największy wówczas okręt świata – japoński lotniskowiec „Shinano” o wyporności 62 000 ton – który akurat znajdował się w swoim dziewiczym rejsie, 10 dni po wcieleniu do służby. Działania amerykańskich jednostek w wojnie podwodnej na Pacyfiku były jednym z głównych czynników amerykańskiego sukcesu w wojnie z Japonią. Został on jednak okupiony stratą 52 okrętów podwodnych, z czego 48 jednostek utracono w wyniku działań bojowych.
Japonia przyjęła zupełnie odmienną od amerykańskiej filozofię użycia swoich okrętów podwodnych. Z racji ogromu przestrzeni Oceanu Spokojnego stosowano okręty podwodne o bardzo dużym zasięgu i prędkości. Wiele z nich zdolnych było do przepłynięcia ponad 20 000 mil i pozostawania w morzu przez ponad 100 dni. Japońska flota jako jedyna z flot II wojny światowej posiadała operacyjne okręty podwodne przenoszące samoloty. Wprowadzała też do służby okręty dysponujące bardzo dużymi prędkościami w zanurzeniu – przekraczającymi nawet prędkości niemieckich okrętów typu XXI. W połączeniu z doskonałymi – prawdopodobnie najlepszymi ówcześnie na świecie – torpedami Typ 95, poziom technologiczny japońskiej floty podwodnej był bardzo wysoki. Biorąc jednak pod uwagę rozmiar floty, zasięg i prędkość okrętów oraz jakość torped, japońskie okręty podwodne osiągnęły w II wojnie światowej zaskakująco niewiele sukcesów. Powodem tego było prawdopodobnie zaangażowanie japońskich jednostek podwodnych głównie przeciw okrętom wojennym, które w porównaniu do statków transportowych były szybkie, zwrotne i dobrze bronione.

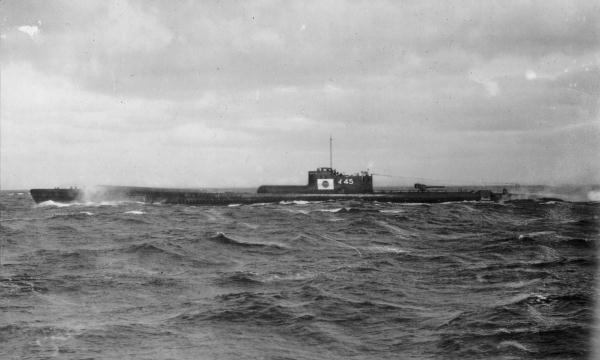
Japoński I-45 okręt podwodny typu B 29 grudnia 1943 roku

Podobnie jak w przedwojennych planach amerykańskich, w japońskiej strategii morskiej okręty podwodne służyć miały jako zwiadowcy poprzedzający wielkie jednostki liniowe floty. Ich podstawowym zadaniem miało być lokalizowanie, śledzenie oraz atakowanie grup uderzeniowych flot alianckich. Takie podejście przyniosło wprawdzie znaczący sukces w 1942 roku, kiedy japońskie okręty podwodne zatopiły dwa duże lotniskowce, krążownik, kilka niszczycieli i innych okrętów oraz uszkodziły dwa pancerniki, jeden lotniskowiec i krążownik. Jednakże aliancki wywiad, technologie, metody i liczba okrętów ulegały stałemu polepszeniu, toteż japońskie okręty podwodne nigdy już nie powtórzyły tej skali sukcesów.
Z tego powodu przyjmuje się, że japońskie siły podwodne mogły być wykorzystane lepiej, gdyby zostały użyte do zwalczania alianckich statków i patrolowania alianckich linii zaopatrzeniowych, zamiast czaić się na zewnątrz alianckich baz morskich. Ogółem japońskie okręty podwodne zatopiły 184 statki o łącznej ładowności 907 000 BRT, czyli znacznie mniej niż okręty niemieckie, amerykańskie, czy nawet brytyjskie. Jest wielce prawdopodobnym, że szeroko zakrojona kampania podwodna przeciwko amerykańskiej żegludze wzdłuż zachodniego wybrzeża USA, przy wylocie Kanału Panamskiego, na podejściach do Hawajów, Nowej Zelandii, Australii i w pobliżu Indii, kosztowałaby aliantów znacznie więcej strat. Utrata znaczącej liczby statków transportowych oraz konieczność rozproszenia sił przeciwpodwodnych na ogromnym obszarze Pacyfiku południowego i centralnego w celu obrony szlaków komunikacyjnych, miałaby prawdopodobnie znacznie bardziej niekorzystne dla Stanów Zjednoczonych konsekwencje – zwłaszcza w 1942 roku – niż miało to miejsce przy przyjętej przez japońskie dowództwo strategii. W rzeczywistości, japońska flota podwodna nie osiągnęła również sukcesu w zwalczaniu amerykańskiej floty nawodnej. Japońskie dowództwo postrzegało okręty podwodne jako istotny element przyjętej przez siebie ogólnej strategii yogeki zengen sakusen (wyniszczenia w zasadzkach), zmierzającej do osłabienia postępującej amerykańskiej floty nawodnej, do poziomu który umożliwi flocie cesarstwa pokonanie jej w jednej rozstrzygającej bitwie, podobnie jak miało to miejsce czterdzieści lat wcześniej pod Cuszimą. Strategia ta jednak zawiodła. Wprawdzie pojedyncze japońskie okręty podwodne odniosły spektakularne sukcesy, przykładowo I-19 salwą czterech torped zatopił pod Guadalcanal lotniskowiec USS „Wasp”, a także ciężko uszkodził niszczyciel USS „O’Brien” i pancernik USS „North Carolina”, jednak większość operacji japońskich okrętów podwodnych przeciwko amerykańskiej flocie nawodnej była bezproduktywna. W efekcie, w trakcie całej japońsko-amerykańskiej wojny na Pacyfiku, japońskie okręty podwodne zatopiły jedynie około 20 okrętów.

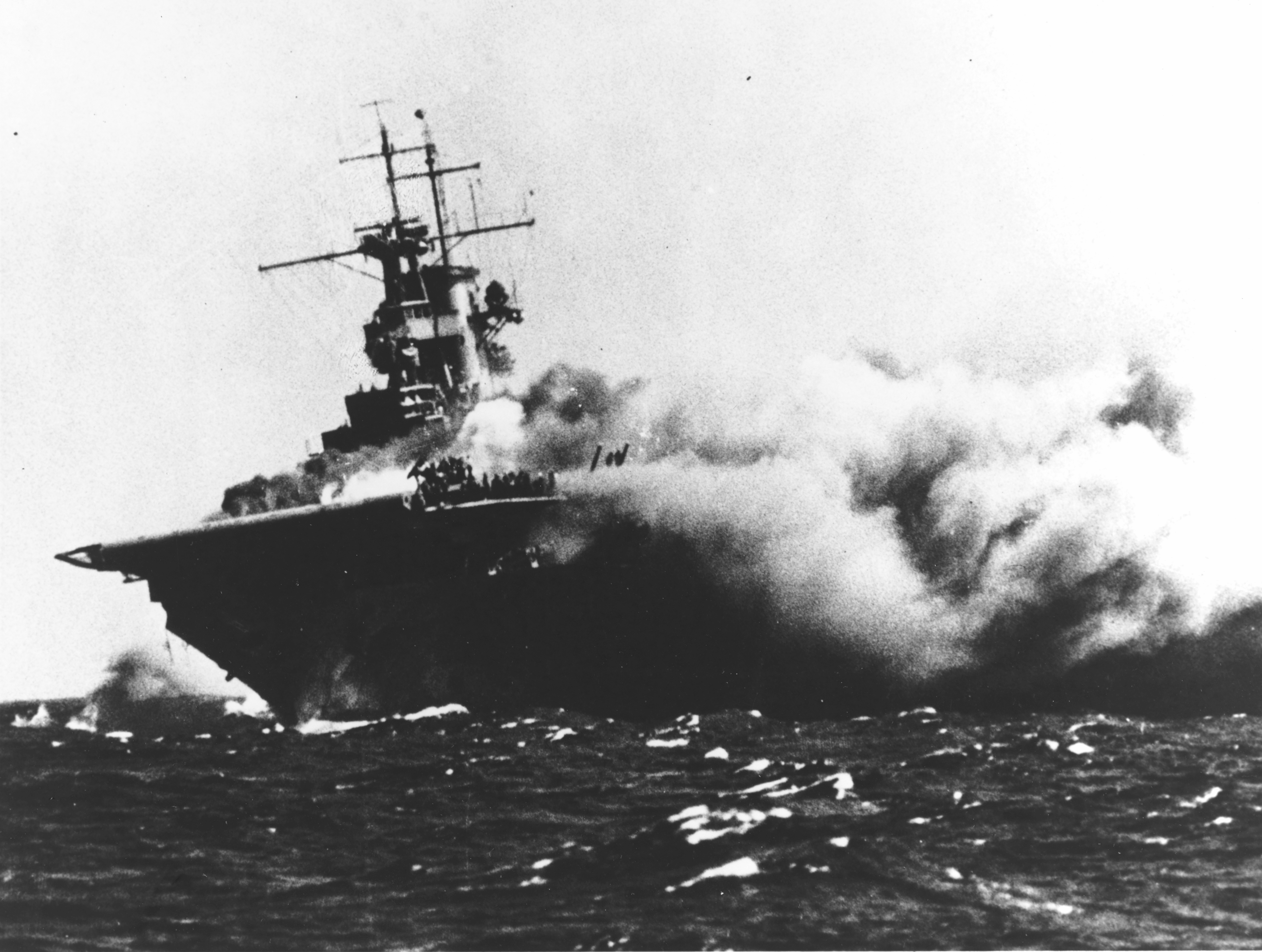
Storpedowany przez I-19 lotniskowiec USS „Wasp”

Z drugiej strony, Japonia prowadziła wojnę ze Stanami Zjednoczonymi i Zjednoczonym Królestwem – dwoma narodami w zaciekłym konflikcie z setkami niemieckich U-Bootów na Atlantyku. Oba te państwa skierowały ogromne zasoby do prac badawczych i konstrukcyjnych w zakresie broni przeciwpodwodnej. W efekcie, w czerwcu 1944 roku US Navy zatopiła japoński I-52 (płynący do Niemiec z tajną misją z ładunkiem molibdenu, wolframu, złota i opium), wykorzystując możliwości: odczytywania japońskich depesz, rozpoznania przy pomocy radaru lotniczego zainstalowanego w startującym z lotniskowca samolocie do odnalezienia japońskiego okrętu w nocy, zrzuconej z samolotu boi sonarowej do śledzenia go oraz zrzuconej z tego samego samolotu torpedy akustycznej Mark 24 do zniszczenia go.
Niczego takiego japońska flota nie była w stanie w tym czasie pozyskać. Na dodatek, japońskie okręty wykonały setki rejsów, służąc jako okręty zaopatrzeniowe, zamiast wykonywać w tym czasie misje ofensywne przeciwko alianckiej flocie i żegludze. Wszystko to spowodowało, że japońska flota podwodna osiągnęła w trakcie wojny rezultaty dalekie od tych, które można by uznać za zadowalające. Co więcej, zapłaciła za to wysoką cenę. Japonia przystąpiła do wojny z 63 oceanicznymi okrętami podwodnymi (nie licząc okrętów miniaturowych), a 111 okrętów wybudowała podczas wojny, co łącznie dało marynarce japońskiej 174 jednostki. Trzy czwarte z tej liczby (128 okrętów) zostało utraconych w wyniku działań wojennych, co stanowi proporcję zbliżoną do strat hitlerowskich Niemiec. Większość jednak okrętów, które przetrwały wojnę, stanowiły jednostki przeznaczone do działań szkolnych oraz niedawno ukończone, które nie miały jeszcze okazji wziąć udziału w walce. Spośród okrętów wykorzystanych bojowo straty były bardzo duże. Przykładowo, do końca wojny nie dotrwał żaden z 30 okrętów podwodnych, wspierających atak na Pearl Harbor.